# Justicia dumetorum
Justicia dumetorum là một loài thực vật có hoa trong họ Ô rô. Loài này được Morong mô tả khoa học đầu tiên năm 1893.